# José Andrade de Lemos
José Andrade de Lemos (* 28. September 1972 in Luanda, Angola) ist ein angolanischer Diplomat.

## Werdegang
Nach einem Abschluss in Management Development Studies and Entrepreneurship (Womens' University in Africa in Simbabwe) und einem Master in Business Leadership, Governance, Peace and Ethics (Calvary University, Vereinigte Staaten) promovierte er an der Staffordshire University (Vereinigtes Königreich) in Philosophie und Diplomatie in internationalen Beziehungen.
Von 1993 bis 1995 war Lemos im Generalkonsulat der Republik Angola in Faro (Portugal) tätig und zwischen 1995 und 2000 Berater des Außenministeriums von Angola. Zwischen 2000 und 2013 nahm er diplomatische Aufgaben an den angolanischen Botschaften in Sambia, Simbabwe und Südafrika wahr. Im Jahr 2013 kehrte er als Minister-Counselor in das Außenministerium zurück. Von 2014 bis 2019 bekleidete er mehrere Funktionen und Positionen. Er war Außerordentlicher und Bevollmächtigter Botschafter in den  Vereinigten Arabischen Emiraten, Ständiger Vertreter bei der Agentur für erneuerbare Energien und nicht ansässiger Botschafter Angolas in Saudi-Arabien, Kuwait, Katar und Bahrain. Nach Beendigung seiner Mission in den Vereinigten Arabischen Emiraten arbeitete Lemos im Außenministerium als Berater im Büro des Staatssekretärs für auswärtige Angelegenheiten.
Am 23. März 2024 übergab Lemos seine Akkreditierung als angolanischer Botschafter in Osttimor an José Ramos-Horta. Lemos ist der erste afrikanische Botschafter mit Sitz in Osttimor.